# Казуја Маекава
Казуја Маекава (јап. 前川 和也; 22. март 1968) бивши је јапански фудбалер.

## Каријера
Током каријере је играо за Санфрече Хирошима и Оита Тринита.

## Репрезентација
За репрезентацију Јапана дебитовао је 1992. године. За тај тим је одиграо 17 утакмица.

## Статистика
| Јапан  | Јапан   | Јапан  |
| Година | Наступи | Голови |
| ------ | ------- | ------ |
| 1992.  | 3       | 0      |
| 1993.  | 2       | 0      |
| 1994.  | 2       | 0      |
| 1995.  | 5       | 0      |
| 1996.  | 5       | 0      |
| Укупно | 17      | 0      |